# Vindecătorul
Vindecătorul este un roman științifico-fantastic scris de Sebastian A. Corn, pseudonimul literar al lui Florin Chirculescu. A apărut prima oară în 2008 la Editura Cartea Românească.
Acțiunea romanului are loc în preistorie, la circa o sută de ani după ce a avut loc una dintre cele mai puternice erupții vulcanice din istoria Terrei: vulcanul Toba (aproximativ acum 75.000 de ani).
Personajul principal este Krog, acesta este trimis într-o călătorie plină de peripeții de către Vindecătorul tribului său ca să aducă oamenilor vorbirea.
La 24 februarie 2012, romanul a primit premiul Vladimir Colin.

## Vezi și
- 2008 în științifico-fantastic